# Нойман, Вацлав
Ва́цлав Но́йман (чеш. Václav Neumann; 29 сентября 1920, Прага — 2 сентября 1995, Вена) — чешский дирижёр, скрипач, музыковед.

## Биография

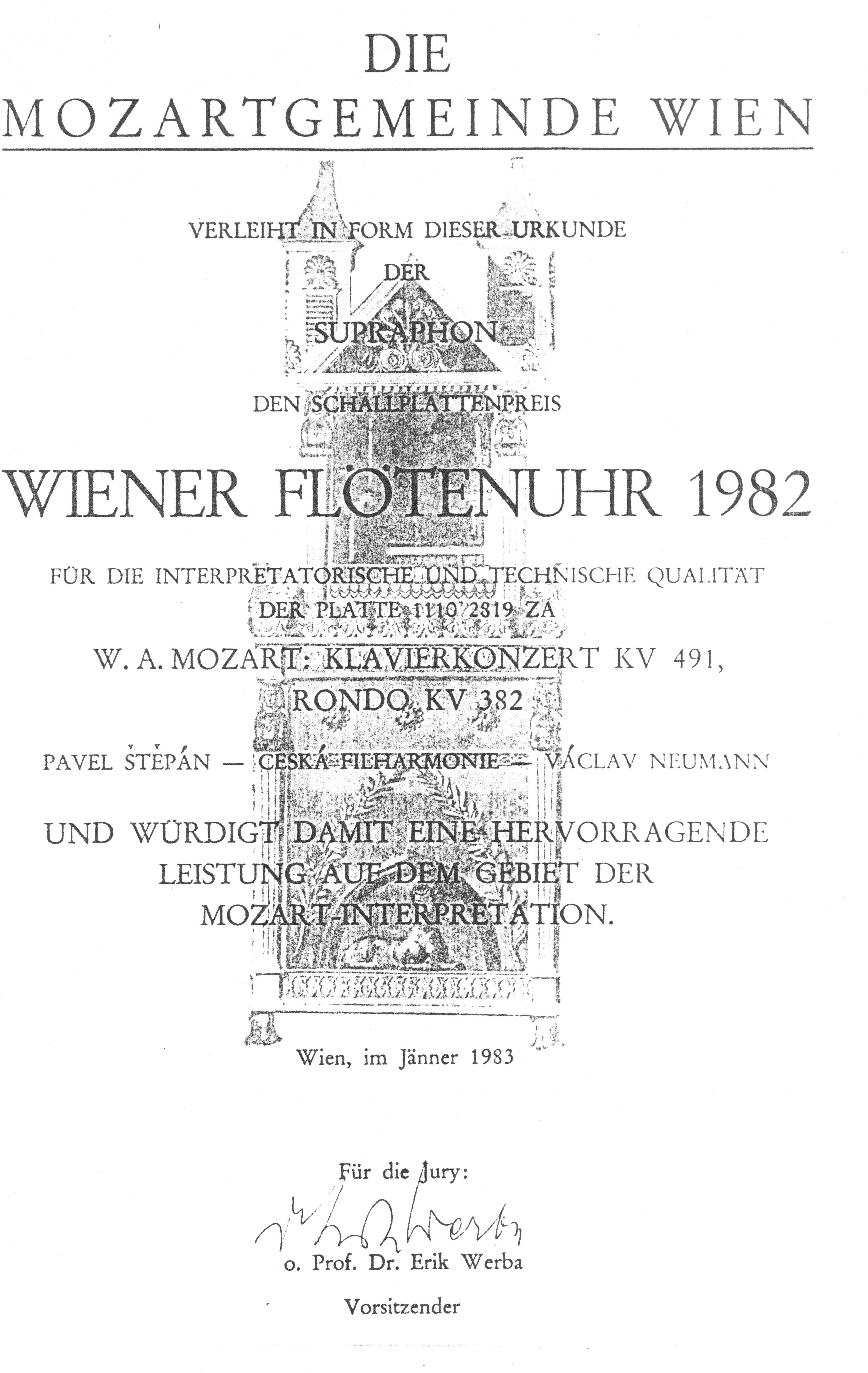
Wiener Flötenuhr 1982

Нойман родился в Праге. Окончил Пражскую консерваторию в 1944 году, где был учеником Йозефа Мики, Павла Дедечека и Метода Долежила. В 1945 году был одним из основателей Квартета имени Сметаны, в котором играл первую скрипку до 1947 года. Одновременно играл в Чешском филармоническом оркестре, иногда замещая Рафаэля Кубелика за дирижёрским пультом; после эмиграции Кубелика в 1948 году Нойману было предложено заменить его, однако он отказался. Возглавлял симфонические оркестры в Карловых Варах (1951—1954), Брно (1955), Пражский симфонический оркестр (1956—1964), одновременно постоянно работая над постановками берлинской «Комише опер». В 1964—1968 годах — дирижёр лейпцигского оркестра «Гевандхауз». В 1968 году, после эмиграции Карела Анчерла, был повторно приглашён возглавить Чешский филармонический оркестр и на этот раз принял предложение; оставался во главе оркестра вплоть до 1990 года. Нойман преподавал в Академии исполнительских искусств в Праге, где его учениками были Оливер фон Донаньи и Витезслав Подразил.

## Репертуар
Нойман был известен в Чехии и во всём мире как пропагандист и популяризатор чешской музыки, в том числе опер Леоша Яначека. Среди наиболее значительных его записей — все симфонии Густава Малера, Антонина Дворжака, Богуслава Мартину, произведения Людвига ван Бетховена, Ференца Листа, Иоганнеса Брамса, Бедржиха Сметаны, Антона Брукнера, Йозефа Сука, Юлиуса Фучика. Активно пропагандировал творчество Милослава Кабелача, в частности — исполнил и записал его восьмую «антифонную» симфонию, одну из наиболее сложных в наследии композитора.